# Ludmila Sinkulová
Ludmila Sinkulová (9. srpen 1910 Nemyslovice – 9. březen 1988 Praha) byla česká lékařka, historička medicíny a redaktorka.

## Osobní život
Ludmila Sinkulová, rozená Eliášová, vystudovala klasické gymnázium v Praze a přihlásila se na lékařskou fakultu v Praze, kde promovala 17. října 1936. Již během studia byla spoluzakladatelkou Jednoty nemajetného a pokrokového studentstva (JNPS) na lékařské fakultě a časopisu Roentgen. Při angažované činnosti v rámci JNPS se seznámila s jejím předsedou, aktivistickým členem KSČ, Václavem Sinkule, s nímž uzavřela sňatek. Aktivistické působení manžela (působil jako zpravodaj při válečném konfliktu ve Španělsku, během nacistické okupace pak jako instruktor 1. ilegálního ústředního vedení KSČ) vedlo k jeho internaci a později popravě v koncentračním táboře Mauthausen.  Ludmila Sinkulová se rovněž angažovala v levicovém odbojovém hnutí. Před hrozícím zatčením se zachránila prostřednictvím odjezdu do Německa, kde vystupovala pod falešnou identitou jako Marie Nedbalová či Marie Novotná.
Zde vystřídala mnohá zaměstnání, profesi dělnice v Lipsku, pracovnice v tiskárně, později působila jako služebná, konec válečného konfliktu pak prožila v pozici pomocné ošetřovatelky v jedné z vídeňských nemocnic.

## Působení ve státní správě
Na začátku své lékařské praxe pracovala před vypuknutím 2. světové války na několika klinikách – v Jedličkově ústavu, v nemocnici na Bulovce, v roce 1939 pak půl roku v táboře pro uprchlíky českého původu ze Sudet ve Svatobořicích. Za války pracovala jako sekundářka Baťovy nemocnice ve Zlíně, později v infekční nemocnici v Praze na Bulovce. Profesní dráha byla přerušena nuceným útěkem do zahraničí.
Po návratu do Československa se vrátila k profesní dráze, zastával však především vedoucí pozice v administrativě, kde prosazovala v rámci poválečných reforem zdravotnictví nové uspořádání zdravotní péče. V rozmezí let 1945 – 1949 byla vedoucí odboru ministerstva sociální péče, během let 1949 – 1951 v odboru zdravotní osvěty ministerstva zdravotnictví, v letech 1951-1956 vedla Ústav hygieny práce, koncem padesátých let zastávala ještě funkci ve Výzkumném ústavu organizace zdravotnictví.

## Dráha historičky medicíny
Roku 1961 se Ludmila Sinkulová habilitovala v oboru dějiny lékařství prací Zdravotnictví ve Slovenské republice rad. Ve stejném roce se stala přednostkou Ústavu dějin lékařství, kde působila až do důchodu, tedy do roku 1973.
Působila rovněž jako vedoucí redakce časopisu Praktický lékař (1955 – 1972), v redakční radě časopisu Pracovní lékařství, Dějiny věd a techniky, AUC Historia Universitatis Carolinae Pragensis. Autorsky se věnovala otázce dějin zdravotní výchovy a dějinám konstituování moderního lékařství (Dějiny československého lékařství, II. díl, od roku 1740-1848). Roku 1983 vydala memoárovou knihu Byla jsem někdo jiný zahrnující její vzpomínky na události v době válečných let.